# Ernie Tapai
Ernie Tapai, właśc. Ernest Tapai (ur. 14 lutego 1967 w Perth) – australijski piłkarz występujący na pozycji pomocnika.

## Kariera klubowa
Tapai seniorską karierę rozpoczynał w 1985 roku w klubie Footscray JUST. Jego barwy reprezentował przez 5 lat, a potem, a w 1990 roku odszedł do Sunshine George Cross. Jeszcze w tym samym roku przeszedł do Adelaide City. W 1992 roku zdobył z tym zespołem mistrzostwo NSL oraz NSL Cup.
W 1992 roku Tapai podpisał również kontrakt z angielskim Stoke City z Division Two. Spędził tam rok, jednak w tym czasie nie rozegrał żadnego spotkania w barwach Stoke. W 1993 roku odszedł do portugalskiego GD Estoril Praia z Primeira Ligi. Tam również grał przez rok, a w 1994, po spadku Estorilu do Liga de Honra, odszedł z klubu.
W 1994 roku Tapai wrócił do Australii, gdzie został graczem klubu Morwell Falcons. Następnie grał w ekipach Collingwood Warriors oraz Perth Glory. W 1999 roku wyjechał do Singapuru, by grać w tamtejszym Home United. W tym samym roku zdobył z nim mistrzostwo Singapuru. Z kolei w 2000 roku zajął z klubem 4. miejsce w S-League.
W 2001 roku odszedł do innego singapurskiego zespołu, Clementi Khalsa, gdzie w tym samym roku zakończył karierę.

## Kariera reprezentacyjna
W reprezentacji Australii Tapai zadebiutował 25 sierpnia 1990 w wygranym 3:0 towarzyskim pojedynku z Indonezją. 8 lipca 1992 w wygranym 3:1 towarzyskim spotkaniu z Chorwacją strzelił pierwszego gola w kadrze narodowej.
W 1996 roku znalazł się w drużynie na Puchar Narodów Oceanii, którego triumfatorem została Australia.
W 1997 roku został powołany do kadry na Puchar Konfederacji. Zagrał na nim w meczach z Meksykiem (3:1) i Brazylią (0:0). Tamten turniej Australia zakończyła na 2. miejscu.
W 1998 roku Tapai po raz drugi wziął udział w Pucharze Narodów Oceanii, na którym tym razem Australia zajęła 2. miejsce.
W latach 1990–1998 w drużynie narodowej rozegrał w sumie 36 spotkań i zdobył 6 bramek.